# Maja (főpap)
Maja vagy Maj ókori egyiptomi pap; Ámon főpapja volt a XVIII. dinasztia idején, IV. Amenhotep (a későbbi Ehnaton) fáraó uralkodásának legalább 4. évéig; az utolsó főpap, mielőtt Ehnaton betiltotta Ámon kultuszát. A cím következő ismert viselője a Tutanhamon idején élt Parennefer.
Cyril Aldred szerint Maja Meriptah főpapot követte hivatalában, aki egy Ptahmosze nevű főpapot követett és III. Amenhotep 20. évétől a fáraó uralkodása végéig volt a főpap. Donald Redford feltételezése szerint a Maja név Ptahmosze nevének rövidítése, és Ptahmosze szolgált főpapként III. Amenhotep uralkodásának végétől Ehnaton első uralkodási éveiig.
Maja neve fennmaradt egy, a Vádi Hammamátba a 4. uralkodási évben küldött expedícióval kapcsolatban. Az expedíció célja az volt, hogy követ bányásszanak a király szobrához.

„4. uralkodási év, áradás évszaka harmadik havának 10. napja; őfelsége, Felső- és Alsó-Egyiptom királya, Noferheperuré Waenré, Ré fia, Amenhotep alatt; (a nap) mikor Ámon első prófétáját, Maját megbízták azzal, hogy hozzon bazaltot az Úr képmásához…”

A kőfejtők felé vezető út mentén talált további feliratok azt is megörökítik, hogy a főpapot 253 katonából álló sereg kísérte, akiket egy Ri nevű zászlóvivő és parancsnokhelyettese, Amenmosze vezetett. A 4. év után Maját nem említik többé, lehetséges, hogy nem sokkal az expedíció után meghalt. Egy 1921-23 közt Dirá Abu el-Nagában végzett régészeti expedíció során találtak egy osztrakont Maja Ámon-főpap nevével; ma a Penn Múzeumban található (katalógusszám: 29-87-419). Maja sírját a Daniel Polz vezette német régészcsapat azonosította Dirá Abu el-Nagában: a K99.1 sír az.

## Fordítás
- Ez a szócikk részben vagy egészben  a   Maya (High Priest of Amun) című angol Wikipédia-szócikk ezen változatának fordításán alapul.  Az eredeti cikk szerkesztőit annak laptörténete sorolja fel. Ez a jelzés csupán a megfogalmazás eredetét és a szerzői jogokat jelzi, nem szolgál a cikkben szereplő információk forrásmegjelöléseként.